# جغرافیای موسی خورنی
جغرافیای موسی خورنی ترجمه‌ای است از کتاب شهرستان‌های ایرانشهر (کتاب) که در زمان ساسانیان به زبان پهلوی نوشته شده و نامی از نویسندهٔ ایرانی آن برجا نمانده‌ است. موسی خورنی تاریخ‌نگار ارمنی زمان ایران ساسانی، این کتاب کم نظیر را به زبان ارمنی ترجمه کرده‌ است. اصل پهلوی این کتاب ارزشمند که در زمان ساسانیان در سه برگ نوشته شده، از بین رفته‌ است اما متن اصلی کتاب جغرافیای موسی خورنی به دو صورت دو نسخه‌ای یعنی متن کامل و دیگری متن خلاصه شده، بجای مانده‌ است. کتابی که اکنون به عنوان شهرستان‌های ایران و به زبان پهلوی در دسترس است، رسالهٔ کوچک چند صفحه‌ای است و تنها اثری است به این زبان که موضوع آن تنها جغرافیای تاریخی شهرهاست. گردآوری نهایی این رساله مانند اغلب آثار پهلوی که امروز در دست است، احتمالاً در سده سوم هجری یا نهم میلادی صورت گرفته‌ است. رسالهٔ شهرهای ایران با جغرافیای موسی خورنی شباهت‌های فراوانی دارند.
در این رساله ایران‌شهر، برحسب جهات چهارگانه، به چهار ناحیهٔ شرق و غرب و جنوب و شمال تقسیم شده‌ است. چنین تقسیم بندی از زمان خسرو انوشیروان رواج یافته‌ است. در این رساله نخست نام شهرهایی می‌آید که در ناحیهٔ شرق خراسان قرار داشته‌اند و با سمرقند آغاز می‌شود. در این رساله، همانند اغلب آثار زبان پهلوی، اسطوره‌ها و واقعیت‌های تاریخی درهم آمیخته‌ شده‌اند.